# Faaborgegnens Efterskole
Faaborgegnens Efterskole er en grundtvig-koldsk efterskole i Faaborg-Midtfyn Kommune, der tilbyder undervisning for 9. og 10. klasse elever i niveauinddelt undervisning. Skolen optager hvert år 125 elever, hvoraf størstedelen består af elever på folkeskolens 10. klassetrin. Skolen er beliggende i Horne mellem Faaborg og Bøjden med udsigt over Faaborg Fjord.
Skolen blev etableret af Michael Thagaard og Niels Brunse, der fik idéen om at skabe en skole, hvor fysisk handicappede kunne få et efterskoleophold side om side med andre unge. De fysisk handicappede udgør ca. 10% af antallet af elever. Da bygningerne, der før husede et plejehjem, blev ledige, blev efterskolen indrettet, og i august 2003 blev de første 80 elever optaget. Siden da er skolen udvidet, bl.a. med en idrætshal.
Både Niels Brunse og Michael Thagaard har forladt skolen, Brunse forlod i 2013 og Thagaard i 2018. I dag er det Simon Voetmann, der er forstander.